# Ravshan Irmatov
Ravshan Irmatov (tiếng Uzbek: Ravshan Sayfiddinovich Ermatov, Равшан Сайфиддинович Эрматов, tiếng Nga: Равша́н Сайфидди́нович Ирма́тов; sinh 9 tháng 8 năm 1977) là một trọng tài bóng đá người Uzbekistan hiện đang sống tại Tashkent. Ông trở thành trọng tài FIFA từ năm 2003. Ông đã được chọn làm trọng tài trong Giải vô địch bóng đá U-20 thế giới 2007 tại Canada, cầm còi trong các trận giữa Gambia và Mexico cũng như cặp Chile và Congo,ông cũng được chọn làm trọng tài bắt chính trận chung kết lượt về aff suzuki cup 2012 giữa thái lan vs singapore
Ông đạt được giải Trọng tài Xuất sắc nhất châu Á năm 2008 và 2009, và đã được chọn cầm còi trong trận chung kết Giải vô địch thế giới các câu lạc bộ.
Ông đã được FIFA chọn làm trọng tài cho Giải vô địch bóng đá thế giới 2010 và được điều khiển trận đấu khai mạc giữa Nam Phi và Mexico vào ngày 11 tháng 6.